# صدر الدين الدشتكي
السيد صدر الدين دشتكي أو السيد سند كان فيلسوفًا وعالم دين شيعيًّا إيرانيًّا. يُعد مؤسس مدرسة شيراز الفلسفية. 

## الولادة
وُلِد صدر الدين في دشتة، وهي منطقة قريبة من شيراز. اسمه الكامل السيد محمد بن منصور الحسيني الدشتكي. وُلِد في شيراز في الثاني من شهر حزيران سنة 829 (أو 819).[بحاجة لمصدر] كان يُعد أول من اعترف ظاهريًّا بالمذهب الشيعي في عائلة الدستكي. وبحسب بورجافادي، يبدو أنه كان زيديًا .[بحاجة لمصدر] كما تحدى جلال الدين الدواني بشأن شرعية الشيعة.

## التعليم
وتلقى الدشتكي تعليمه مع ابن عمه حيث درس الأدب العربي والشريعة الإسلامية. ودرس العلوم العقلية على قوام الدين الكربلي. وكان للكربلي دور مهم في إدخال صدر الدين إلى النقاش الفلسفي، وكذلك فعل السيد مسلم الفارسي الذي كان أستاذ صدر الدين في المنطق والفلسفة. وكان صدر الدين مشاركًا أيضًا في بناء المنازل.[بحاجة لمصدر]

### مدرسة المنصورية
بنى صدر الدين مدرسة وسماها المنصورية على اسم ابنه. ولا تزال هذه المدرسة قائمة في مركز شيراز حسب قول الكاكائي.[بحاجة لمصدر]

## الأعمال
- جواهر نامة في علم الأحجار الكريمة
- شروحات لتعليق قطب الدين الرازي على شمسية للكاتبي قزافيني
- شروحات على تعليق قطب الدين الرازي سراج الدين أورماوي متالي الأنور
- تعليقات على شرح قوشجي على تجريد الاعتقاد[بحاجة لمصدر]
- رسالة في إثبات وجود الله وصفاته (رسالة في إثبات الواجب والصفاتيه)[بحاجة لمصدر]

## الوفاة
قاد صدر الدين ثورة ضد حاكم شيراز وقُتل على يد مجموعة من التركمان بأمر الحاكم قاسم بك. توفي في 17 رمضان 903هـ/9 أيار 1498م.[بحاجة لمصدر]

### الأعمال المذكورة
- Nasr، Seyyed Hossein (2006). Islamic Philosophy from Its Origin to the Present. SUNY Press. ISBN:978-0-7914-6799-2.

## قراءة إضافية
- بديوي، أهاب، "بعض الملاحظات على الهوية المذهبية لفلاسفة شيراز: صدر الدين الدشتكي (ت ٩٠٣هـ/١٤٩٨م) وتلاميذه الملا شمس الدين خفري (٩٤٢هـ ١٥٣٥م) ونجم الدين محمود النيريزي (٩٤٨هـ ١٥٤١م)،" إشراق. 5 (2014): 61-85.
- Bdaiwi، Ahab (2023). "The Youth Who Defeated Aristotle: The Life and Thought of Dashtakī (d. 948/1541)". Global Intellectual History. DOI:10.1080/23801883.2022.2163915.